# Gemeentebelangen (Dalfsen)
Gemeentebelangen (Dalfsen) is een Nederlandse plaatselijke politieke partij in de Overijsselse gemeente Dalfsen.
De partij bestaat sinds 1 juni 1931 en is per 20 oktober 2005 samen gegaan met Algemeen Belang 2000 (AB2000). Boegbeeld als fractievoorzitter en lijsttrekker tussen 2001 en 2022 is Jos Ramaker.
Voor de gemeentelijke herindeling van 1 januari 2001 waarbij Nieuwleusen met Dalfsen de gemeente Dalfsen vormden, heette AB2000 Gemeentebelangen Nieuwleusen en trad in de gemeente Nieuwleusen op en heette GBD Gemeentebelangen Dalfsen en trad in de gemeente Dalfsen op.

## Raadszetels
Zetels en percentages in de gemeenteraad vanaf 2001:
| Gemeenteraadsverkiezingen | Gemeenteraadsverkiezingen | Gemeenteraadsverkiezingen | Gemeenteraadsverkiezingen |      |      |      |
|                           | 2001                      | 2006                      | 2010                      | 2014 | 2018 | 2022 |
| ------------------------- | ------------------------- | ------------------------- | ------------------------- | ---- | ---- | ---- |
| Percentages               | 29,1                      | 23,0                      | 31,6                      |      |      |      |
| Zetels                    | 7                         | 5                         | 7                         |      | 9    | 8    |
| Zetels hele raad          | 21                        | 21                        | 21                        | 21   | 21   | 21   |